# Тренажер
Тренажер (від англ. train - виховувати, навчати, тренувати) - механічний, електричний або комбінований навчально-тренувальний пристрій, штучно імітує різні навантаження або обставини (ситуації). Тренажери можуть бути навчальними (імітаційними) або спортивними. 

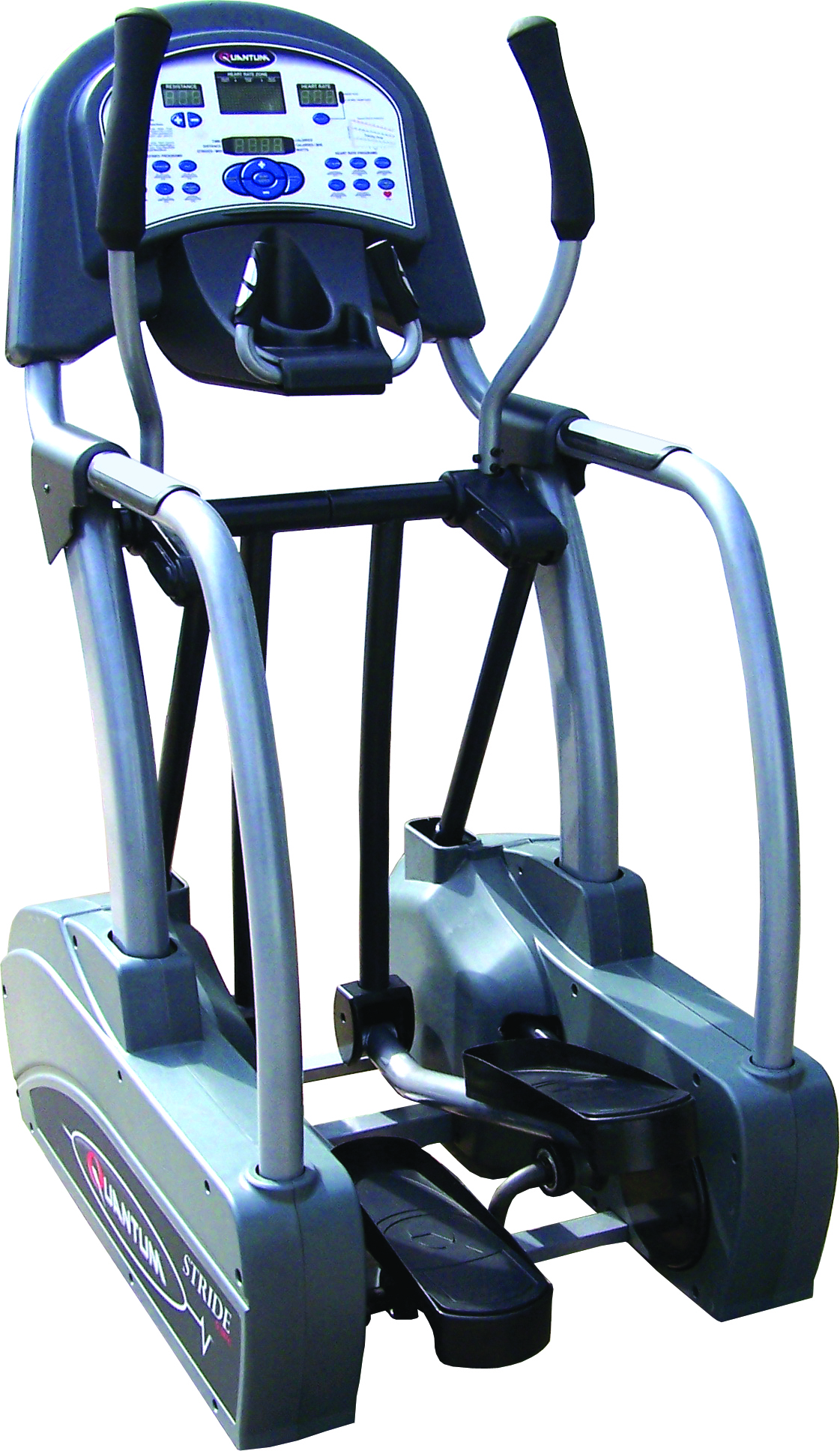
Орбітрек

## Навчальний тренажер

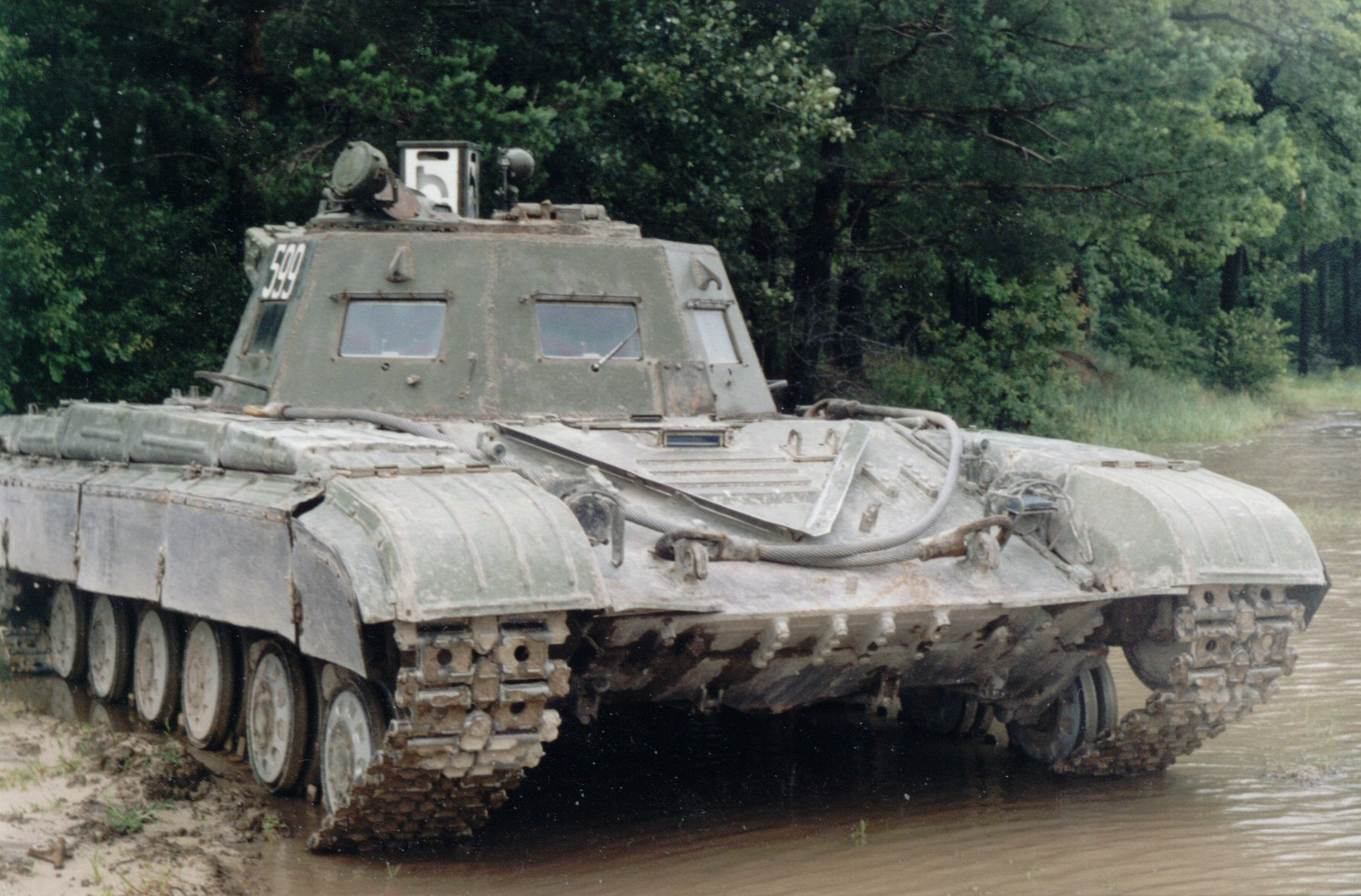
Ходовий тренажер водіння ХТВ-64 на базі танка Т-64. Відноситься до навчальної групи експлуатації БТТ

Навчально-тренувальне пристрій для відпрацювання робочих навичок, вироблення і вдосконалення техніки управління машиною (механізмом). 

## Спортивний тренажер

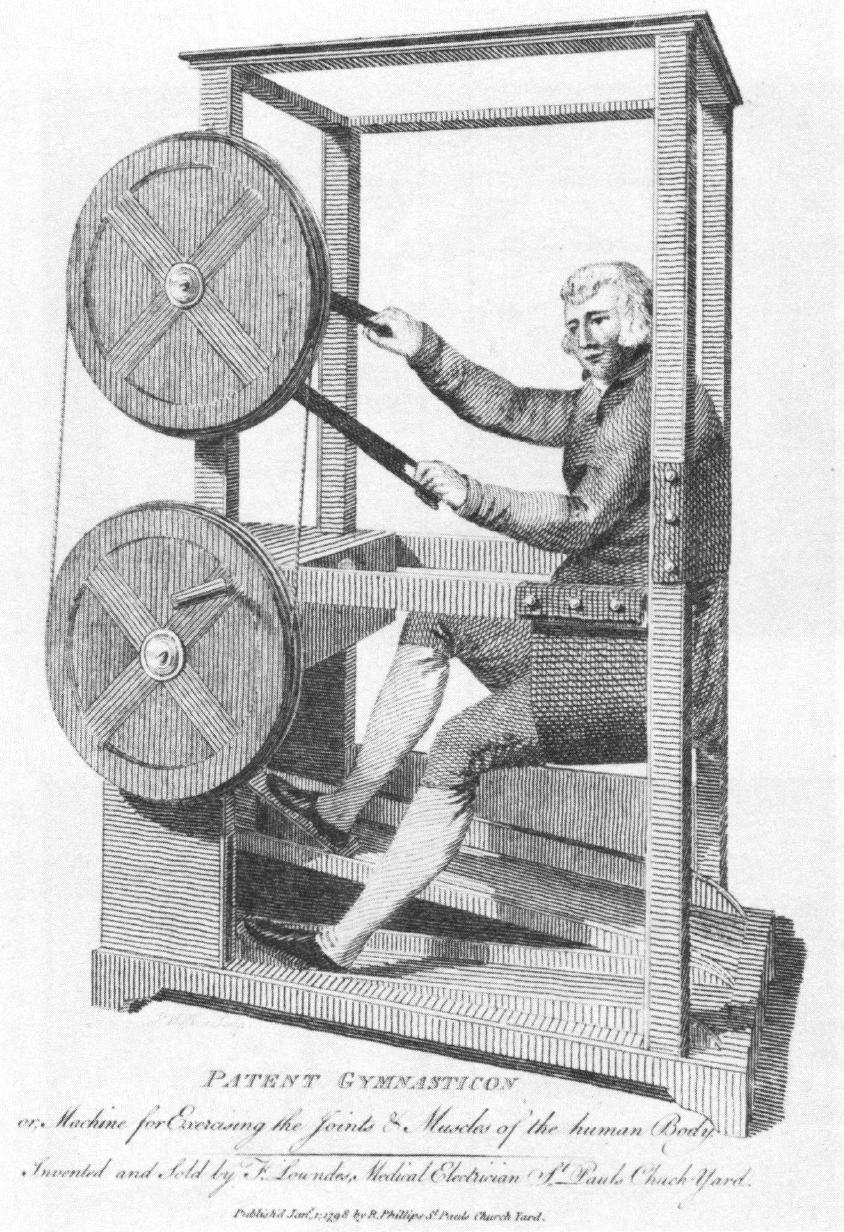
Тренажер 1797-1798

Пристрій для виконання тих чи інших вправ, спрямованих на тренування серцево-судинної системи, розвитку сили м'язів або розвитку координації і узгодженості роботи різних груп м'язів при виконанні досить складних рухів. 
Виділяють кілька основних групи спортивних тренажерів: 
- Кардіотренажери (аеробні) — загальнозміцнюючої дії, підвищують загальний тонус організму, тренують серце, сприяють спалюванню зайвих калорій (наприклад, велотренажери);
- Силові тренажери — для тренування і зміцнення м'язів;
- Тренажери для відпрацювання технічних прийомів в спорті: гірськолижні тренажери, тренажери для скелелазіння та ін.

У спортивно-оздоровчих центрах і лікувальних установах використовуються ізотонічні тренажери для пасивних тренувань - тонусні столи. Це комплекс тренажерів для гімнастики в положенні «сидячи» або «лежачи». Тренажери складаються з нерухомої частини, яка служить опорою тілу і рухомої частини або частин, які приводить в рух особливий механізм. 
Спочатку тонусні столи застосовувалися, як фізіотерапевтичні тренажери в різних областях медицини. Тренажери виключають шкідливе навантаження на хребет, серцево-судинну систему і суглоби. Останнім часом тонусні столи використовуються в жіночих спортивно-оздоровчих клубах для тренування і підвищення тонусу м'язів. 

## Див. Також
- Симулятор
- Авіасимулятор